# В кукольной стране
«В ку́кольной стране́» — советский объёмный полнометражный мультипликационный фильм 1940 года о борьбе детских игрушек за социальную справедливость, в котором также задействованы актёры. Снят на «Мосфильме» по мотивам спектаклей режиссёра-кукольника С. В. Образцова. Последняя работа Объединения объёмной мультипликации под руководством А. Л. Птушко, упразднённого в 1941 году. Вышел на экраны в марте 1941 года.

## Сюжет
Девочка Зина и мальчик Коля плохо обращаются со своими игрушками, пачкают и ломают их. Ночью обиженные игрушки решают бежать от своих хозяев в кукольную страну, к ним присоединяется Медвежонок Миша с оторванной лапой из соседней квартиры. Из зависти к Медвежонку Кукла-грелка будит Зину с Колей и те бросаются в погоню. Попавшая в клетку Мышка-волшебница в обмен на освобождение заклинанием уменьшает детей до размеров кукол, — теперь игрушечные Зина с Колей могут проникнуть в отверстие под лестницей вслед за беглецами.
В кукольной стране веселье, друг перед другом на сцене выступают разные игрушки. Появившихся беглецов сразу замечают, и они рассказывают всем как с ними обращались их хозяева-дети. Появляются Зина с Колей, обиженные игрушки требуют суда над своими хозяевами. По повелению главного Деда Мороза на Колю с Зиной прицепляют ценники — теперь они будут проданы новым хозяевам. Перед наступлением утра все игрушки занимают свои места, кто в коробках, кто на полках и витринах магазина.
Появляются продавцы, а вскоре и первые покупатели. Мама с мальчиком Серёжей замечают необычных кукол Зину с Колей, находя их один в один похожими на живущих по соседству ребят. Пока мама оплачивает покупку, непоседливый Серёжа успевает испробовать кукол на прочность и даже искупать их в аквариуме с рыбками. За эти занятием его застаёт продавец, он забирает кукол чтобы упаковать их в коробку, но Зина с Колей в последний момент из неё ускользают, подложив вместо себя пару настоящих игрушек.
Вновь встретившись со сбежавшими игрушками, Зина с Колей признают вину перед ними и раскаиваются. Помирившиеся собираются возвращаться домой, только Медвежонок Миша с оторванной лапой решает остаться, с тем чтобы попасть к хорошим детям в детский сад. Живущая под лестницей Мышка-волшебница возвращает детям их прежний облик.

## Над фильмом работали

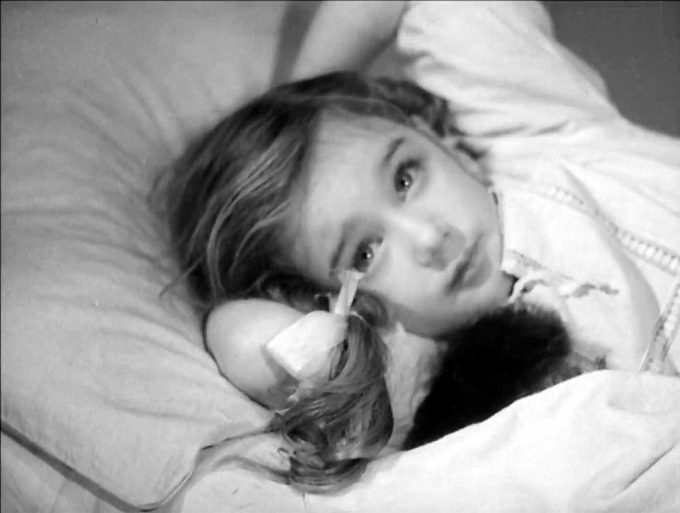
Кадр из фильма

- Авторы сценария: Р. Галинский, Николай Копьевский
- Режиссёры: Вячеслав Левандовский, Георгий Елизаров
- Оператор: Владимир Попов
- Художники эскизов: Евгений Евган, Иван Семёнов
- Композитор: Нина Макарова
- Режиссёр актёрских сцен: Татьяна Лукашевич (нет в титрах)
- Звукооператор: А. Коробов
- Художник по макетам: К. Левандовская
- Художники по куклам: М. Павлюченко, Вера Покорская, Е. Пиотровская
- Скульпторы: В. Чернихова, Роман Гуров, И. Киселёв
- Кукловоды: Владимир Крылов, Константин Никифоров, Мария Бендерская, Людмила Рященцева
- Художественный консультант: Сергей Образцов

Съёмочная группа приведена по титрам фильма, Аннотированному каталогу советских фильмов 1930—1957 годов (1961), а также каталогу XIX фестиваля архивного кино «Белые столбы».

## История создания
С приходом в кино в начале 1930 годов звука стало возможным создание фильмов-пародий на основе интерпретаций популярных музыкальных тем, а также театральных спектаклей, в частности кукольных. На мотивы разных номеров Сергея Образцова прежде уже были сняты: «Дьяк и баба», «Минуточка» (1931, «Союзкино»; оба не сохранились), «Глядя на луч пурпурного заката», «Хабанера» (1938, «Союздетфильм»). Новаторский театральный язык Образцова формировал базу для развития особенной кинематографической субкультуры, влиял на эстетику и систему воспитания кукольников, задавал жанровый диапазон.
Непосредственное сотрудничество мосфильмовского Объединения объёмной мультипликации с Образцовым произошло в работе над «Золотым ключиком» (1939). Освоение объёмной мультипликации коллективом А. Л. Птушко изначально было экспериментированием с визуальными решениями, совмещением разномасштабных фактур кукольных персонажей с живыми актёрами. Основой для нового фильма «В кукольной стране» послужили сразу несколько спектаклей Центрального театра кукол, но, в отличие от «Золотого ключика», кукольные сцены были разведены с актёрскими, снимавшимися отдельно.
На роль девочки Зины была приглашена Вероника Лебедева, исполнившая перед этим главную роль в фильме «Подкидыш» (1939). На роль соседского мальчика Серёжи — Николай Вертмиллер, его матери — Галина Кравченко. Режиссёр эпизодов с участием актёров — Татьяна Лукашевич. Эпизодические роли взрослых исполнили сами мультипликаторы: М. Бендерская К. Никифоров, В. Крылов, В. Покорская, Е. Пиотровская. Для анимирования кукольных персонажей, достоверного показа их эмоций применялась технология «сменных масок», когда отдельно под каждого героя скульпторами-мультипликаторами подбиралось своё количество фаз для выражения нужного диапазона настроений (в среднем приблизительно 20 фаз).
Фильм демонстрирует такое развитие мультсредств, когда построение мизансцен, выбор операторских точек, панорамные съёмки движущихся персонажей, ракурсы позволяют говорить о сближении с игровым кино до критической дистанции. Как и в бо́льшей части работ Объединения, несмотря на лирику и эксцентрику сюжета в фильме прочитывается мотив борьбы за социальное равенство, что сам Птушко называл «осмыслением событий с классовой точки зрения». Считается, фильм предвосхитил появление «Бунта игрушек» (1946) Гермины Тырловой.

## Прокат
Демонстрация фильма на экранах СССР началась с марта 1941 года, согласно материалам киноведа и сценариста Александра Липкова, в первый месяц войны фильм ещё можно было увидеть в Ташкенте.
…после показа работ пионера украинской анимации В. Левандовского родители с детьми выходили из зала с улыбками, несмотря на то, что безымянный комментатор предупреждал до начала сеанса, что эти фильмы — прежде всего, памятник развития анимационного искусства, и они не носят развлекательный характер.
За последние годы фильм показывался на телевидении под рубрикой «Иллюзион. Неизвестный „Мосфильм“», а также на XIX фестивале архивного кино «Белые столбы» в рамках первой ретроспективы украинского мультипликатора-авангардиста Вячеслава Левандовского. Программа фестиваля впервые была доступна широкому зрителю в кинотеатре Госфильмофонда «Иллюзион», а после в рамках «Эха фестиваля» и в московском Доме кино.
Музей кино устраивает просмотры «Кукольной страны» в числе других объёмных фильмов, созданных в мастерской Александра Птушко в 1930 годы.

## Критика
Георгий Бородин, киновед, сотрудник НИИ киноискусства, расформированного в 2018 году, считает что «в снятой совместно с Георгием Елизаровым ленте мастерство Левандовского-мультипликатора достигло вершин, не превзойдённых советскими аниматорами-кукольниками даже в 1950—1960 годы».
Профессиональная киноведческая публика живо реагировала на реплики фильма 75-летней давности и оценила как техническую сторону картины, так и её драматургию. После сеанса в кулуарах в отношении Левандовского употреблялся эпитет «гений»…Георгий Бородин, об итогах фестиваля архивного кино «Белые столбы» — 2015